# Nairobi Challenger 1988
Il Nairobi Challenger 1988 è stato un torneo di tennis facente parte della categoria ATP Challenger Series nell'ambito dell'ATP Challenger Series 1988. Il torneo si è giocato a Nairobi in Kenya dal 22 al 28 febbraio 1988 su campi in terra rossa.

## Vincitori

### Singolare
Paul Wekesa ha battuto in finale  João Cunha e Silva con il punteggio di 7–6, 3–6, 6–3

### Doppio
Charles Bud Cox /  Stephan Medem hanno battuto in finale  Ugo Colombini /  Agustín Moreno con il punteggio di 7–6, 4–6, 6–4